# جاك أوكونيل
جاك أوكونيل (بالإنجليزية: Jack O'Connell)‏ (ولد في 1 أغسطس 1990، ألفاستون، ديربي، إنجلترا، المملكة المتحدة )، ممثل وعارض أزياء إنجليزي.
أدى الدور الرئيسي في الفيلم الدرامي هاري براون الذي أنتجته شركة «ليونزغيت إنترتاينمنت» في عام 2009. إضافةً إلى مشاركته في مسلسل قناة أيه فور التلفزيوني بشرات بدور شخصية جيمس كوك والذي حاز فيها على جائزة بافتا ، وتمثيله في أفلام هذه هي إنجلترا ، 300: نهوض إمبراطورية. في عام 2014 قام بتمثيل دور البطولة في فيلم الدرامي لا ينكسر بدور البطل الأوليمبي «لويس زامبيريني»، والفيلم من إخراج الممثلة أنجلينا جولي.